# 宋範根
宋 範根（ソン・ボムグン、1997年10月15日 - ）は、大韓民国・京畿道城南市出身のプロサッカー選手。Kリーグ・全北現代モータース所属。ポジションはゴールキーパー（GK）。韓国代表。

## クラブ経歴
尚州尚武FCのU-18チームであった龍雲高等学校（現：慶北自然科学高等学校）サッカー部の出身。高麗大学校を経て、2018年に全北現代モータースに加入。

### 全北現代モータース
2018年2月20日、AFCチャンピオンズリーグ2018の傑志戦で、プロデビューを果たした。

### 湘南ベルマーレ
2022年12月18日、J1リーグ・湘南ベルマーレへ完全移籍で加入することが発表された。加入後即座に正GKの座を射止めると、一時は怪我で離脱したものの、復帰後はすぐにポジションを奪取。シーズン通して24試合に出場し、チームの残留に貢献した。
2024シーズンも引き続き正GKとして出場を続けていたが、8月に川崎フロンターレから上福元直人が加入するとポジションを奪われ、20試合の出場にとどまった。
2024年12月31日、古巣の全北現代モータースに完全移籍で復帰。それまで全北で正GKを務めていた金峻弘はMLSのD.C. ユナイテッドへの移籍が決まった。
2025年シーズン、全北の正GKとしてKリーグ1で16戦無敗を記録するなど20節消化時点で首位に立つチームに貢献している。

## 代表経歴
2021年6月30日、東京オリンピックのメンバーに選出された。正GKとして4試合出場した。
2022年11月22日、2022 FIFAワールドカップに臨むメンバーに選出された。同大会は第3GKとして参加した。これ以降も2026 FIFAワールドカップ・アジア2次予選メンバーに招集されるなど、定期的に代表に招集されているが、趙賢祐の壁が厚いこともあって出場機会には恵まれていない。2025年は全北での活躍にもかかわらず洪明甫監督率いる代表チームの招集リストから外れている。

## 私生活
2024年4月にガールズグループLOVELYZのイ・ミジュと交際中であることが明らかになったが、2025年1月にマイデイリーが両者の破局を報じた。

## 発言など
Kリーグでは2026年シーズンから外国人GKの登録が27年ぶりに解禁されることになったが、これについて湘南ベルマーレ時代は自身が外国人GKの立場だったこと、GKというポジションにはコミュニケーションが欠かせないことを挙げた上で、それを円滑にするために外国人GKは言語を学ぶ必要がある、自身の場合は日本語学習を最優先にしたと語っている。

## 個人成績
| 国内大会個人成績 | 国内大会個人成績 | 国内大会個人成績 | 国内大会個人成績 | 国内大会個人成績 | 国内大会個人成績 | 国内大会個人成績 | 国内大会個人成績 | 国内大会個人成績 | 国内大会個人成績 | 国内大会個人成績 | 国内大会個人成績 |
| 年度             | クラブ           | 背番号           | リーグ           | リーグ戦         | リーグ戦         | リーグ杯         | リーグ杯         | オープン杯       | オープン杯       | 期間通算         | 期間通算         |
| 年度             | クラブ           | 背番号           | リーグ           | 出場             | 得点             | 出場             | 得点             | 出場             | 得点             | 出場             | 得点             |
| 韓国             | 韓国             | 韓国             | 韓国             | リーグ戦         | リーグ戦         | リーグ杯         | リーグ杯         | FA杯             | FA杯             | 期間通算         | 期間通算         |
| ---------------- | ---------------- | ---------------- | ---------------- | ---------------- | ---------------- | ---------------- | ---------------- | ---------------- | ---------------- | ---------------- | ---------------- |
| 2018             | 全北現代         | 31               | K1               | 30               | 0                | -                | -                | 0                | 0                | 30               | 0                |
| 2019             | 全北現代         | 31               | K1               | 38               | 0                | -                | -                | 0                | 0                | 38               | 0                |
| 2020             | 全北現代         | 31               | K1               | 27               | 0                | -                | -                | 5                | 0                | 32               | 0                |
| 2021             | 全北現代         | 31               | K1               | 37               | 0                | -                | -                | 0                | 0                | 37               | 0                |
| 2022             | 全北現代         | 31               | K1               | 35               | 0                | -                | -                | 4                | 0                | 39               | 0                |
| 日本             | 日本             | 日本             | 日本             | リーグ戦         | リーグ戦         | リーグ杯         | リーグ杯         | 天皇杯           | 天皇杯           | 期間通算         | 期間通算         |
| 2023             | 湘南             | 1                | J1               | 24               | 0                | 2                | 0                | 1                | 0                | 27               | 0                |
| 2024             | 湘南             | 1                | J1               | 20               | 0                | 1                | 0                | 1                | 0                | 22               | 0                |
| 通算             | 韓国             | 韓国             | K1               | 167              | 0                | -                | -                | 9                | 0                | 176              | 0                |
| 通算             | 日本             | 日本             | J1               | 44               | 0                | 3                | 0                | 2                | 0                | 49               | 0                |
| 総通算           | 総通算           | 総通算           | 総通算           | 211              | 0                | 3                | 0                | 11               | 0                | 225              | 0                |

| 国際大会個人成績 | 国際大会個人成績 | 国際大会個人成績 | 国際大会個人成績 | 国際大会個人成績 |
| 年度             | クラブ           | 背番号           | 出場             | 得点             |
| AFC              | AFC              | AFC              | ACL              | ACL              |
| ---------------- | ---------------- | ---------------- | ---------------- | ---------------- |
| 2018             | 全北現代         | 31               | 8                | 0                |
| 2019             | 全北現代         | 31               | 8                | 0                |
| 2020             | 全北現代         | 31               | 5                | 0                |
| 2021             | 全北現代         | 31               | 2                | 0                |
| 2022             | 全北現代         | 31               | 2                | 0                |
| 通算             | AFC              | AFC              | 25               | 0                |

## 代表歴

### 試合数
- 国際Aマッチ 1試合（2022年）[8]

| 韓国代表 | 国際Aマッチ | 国際Aマッチ |
| 年       | 出場        | 得点        |
| -------- | ----------- | ----------- |
| 2022     | 1           | 0           |
| 通算     | 1           | 0           |

## タイトル

### クラブ
全北現代モータース
- Kリーグ1: 2018, 2019, 2020, 2021
- 韓国FAカップ: 2020

### 代表
韓国代表U-23
- アジア競技大会: 2018
- AFC U23アジア選手権: 2020

### 個人
- AFC U23アジア選手権・最優秀ゴールキーパー賞: 2020